# MG J0414+0534
MG J0414+0534 ist ein Quasar mit einer Rotverschiebung von 2,64, was einer Lichtlaufzeit von 11,1 Milliarden Jahren entspricht. 2008 konnten Wissenschaftler mithilfe des Radioteleskops Effelsberg einen Entfernungsrekord für die Entdeckung von Wasserdampf aufstellen. Der Wasserdampf ist wahrscheinlich Teil einer Akkretionsscheibe, welche das mittig liegende, sehr massereiche Schwarze Loch, in geringer Distanz, umkreist und anschließend über den Jet, welcher senkrecht zur Akkretionsscheibe steht, mit einer Geschwindigkeit von ca. 600 km/h in Richtung Erde geschleudert wird.

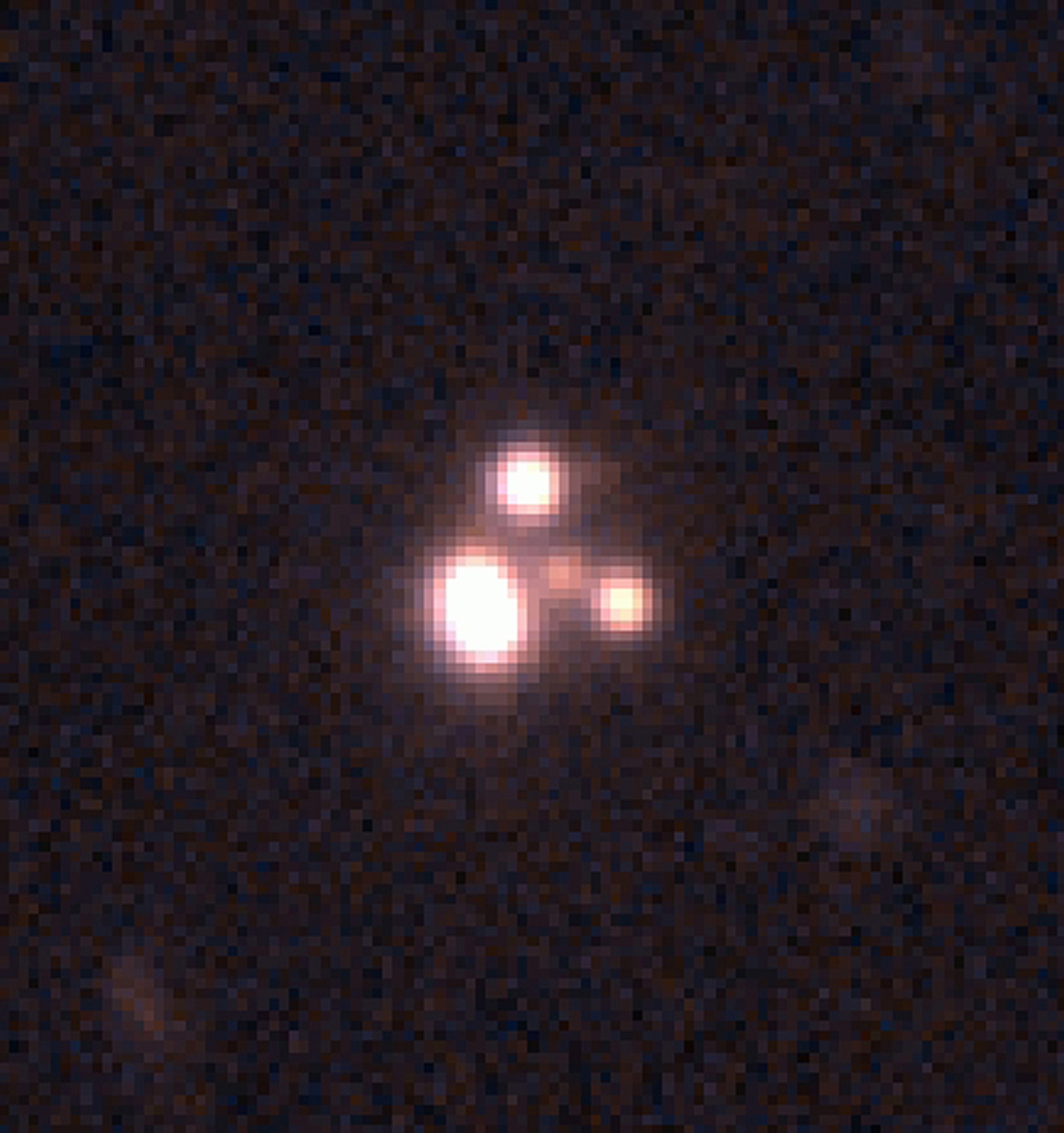
Ein Infrarotbild des, durch die Gravitationslinse vervierfachten, Quasars